# 貝西薩哈
貝西薩哈（英語：Besishahar），是尼泊爾的一個城鎮，也是甘達基專區拉姆瓊縣的縣治所在地。貝西薩哈城鎮係於2014年5月15日由鄰近幾個聚落共同組成。這裡有不同的種姓與宗教，因而擁有多元文化。
貝西薩哈基礎政區具有溫暖的亞熱帶氣候型態，與落葉闊葉林的植被環境。在貝西薩哈城鎮北端，可以眺望安納布爾納峰、魚尾峰、拉姆瓊喜馬爾峰等美景。該城鎮下轄14個聚落。

## 外部連結
- http://www.radiomarsyangdi.org （页面存档备份，存于）
- http://www.radiolamjung.org （页面存档备份，存于）
- http://www.radiochautari.org （页面存档备份，存于）
- http://www.lamjungnews.com （页面存档备份，存于）
- https://web.archive.org/web/20180906224422/http://marshyangdimultiplecampus.edu.np/